# ديريك ووكر
ديريك ووكر (بالإنجليزية: Derek Walker)‏ هو لاعب كرة قدم أمريكية أمريكي، ولد في 16 سبتمبر 1986 في تشيستر في الولايات المتحدة.

## وصلات خارجية
- ديريك ووكر على موقع مرجع كرة القدم المحترفة.كوم (الإنجليزية)